# Pennywise
Pennywise är ett amerikanskt punkrockband som bildades 1988 i Hermosa Beach i Kalifornien.

## Bandet
Originalbasisten Jason Matthew Thirsk begick självmord 1996 efter att ha tillfälligt lämnat bandet för försöka att få bukt med sin alkoholism. Efter att detta inträffat ville resten av gruppen inte fortsätta spela, men övertalades av Thirsks familj. Bandet blev mer ifrågasättande till det amerikanska samhället, bland annat av USA:s vapenpolitik.
2009 meddelade sångaren Jim Lindberg att han lämnar bandet. Han ersattes tillfälligt av Zoltán "Zoli" Téglás (Ignite). Den 16 februari 2010 blev han officiellt medlem i bandet.

## Medlemmar
Nuvarande medlemmar
- Jim Lindberg - sång (1988-1991, 1992-2009, 2012-idag)
- Fletcher Dragge - gitarr, bakgrundssång (1988-idag)
- Randy Bradbury - elbas, bakgrundssång (1988-idag)
- Byron McMackin - trummor, bakgrundssång (1988-idag)

Tidigare medlemmar
- Zoltán "Zoli" Téglás - sång (2010-2012)
- Jason Thirsk - elbas, bakgrundssång (1988-1996; död 1996)

Turnerande medlemmar
- Dave Quackenbush – sång (1992)

## Diskografi
Studioalbum
- Pennywise (1991)
- Unknown Road (1993)
- About Time (1995)
- Full Circle (1997)
- Straight Ahead (1999)
- Land of the Free? (2001)
- From the Ashes (2003)
- The Fuse (2005)
- Reason to Believe (2008)
- All or Nothing (2012)
- Yesterdays (2014)
- Never Gonna Die (2018)

Livealbum
- Live @ the Key Club (2000)

EP
- Wildcard (1988)
- A Word from the Wise (1989)

Singlar (topp 40 på Billboard Alternative Songs)
- Alien (1999) (#36)
- Fuck Authority (2001) (#38)
- The Western World (2008) (#22)

Samlingsalbum
- Wildcard/A Word from the Wise (1990)

## Videografi
- Home Movies (VHS 1995 / DVD 2004)
- Unity (VHS 1995)